# Malmberg
Malmberg is een Nederlandse uitgeverij van educatieve materialen voor het basisonderwijs, voortgezet onderwijs en beroepsonderwijs. Het hoofdkantoor staat in 's-Hertogenbosch. Malmberg biedt lesmethodes voor het basis-, voortgezet- en middelbaar beroepsonderwijs aan. 

## Activiteiten
De producten en diensten die Malmberg ontwikkelt staan ten dienste van de ontwikkeling van kinderen en studenten. Het bedrijf heeft diverse samenwerkingsverbanden met onderwijsexperts, bijvoorbeeld met het Amerikaanse bedrijf Knewton op het vlak van adaptief leren.
In 2024 werken er ongeveer 410 mensen bij Malmberg. Met de diensten bereikt het bedrijf 10.000 scholen, 100.000 docenten en 2 miljoen leerlingen.

## Geschiedenis
In 1885 opende Lodewijk Carel Gerard Malmberg een boekhandel en papierwarenzaak in Nijmegen. Een jaar later werd het eerste boek uitgegeven. Een nabijgelegen kloosterschool produceerde lesmethodes voor het rooms-katholieke lager onderwijs die uitgegeven werden door Malmberg. In 1919 overleed oprichter L.C.G. Malmberg, en dat leidde tot overname door uitgeverij C.N. Teulings Koninklijke Drukkerijen (later Cebema). Tot 1961 was Harry Teulings (1896-1967) directeur van Malmberg.
In 1935 begon Malmberg met de uitgave van de populaire jeugdboekenserie Arendsoog, die uiteindelijk (in 1993) 60 delen zou tellen, geschreven door de Haagse onderwijzer J. Nowee. Hij wilde aan de jeugd van 9-13 jaar toegankelijke, minder gewelddadige cowboyverhalen bieden dan die van Karl May. Een andere onderwijzer, Carel Beke, schreef een succesvolle jeugdserie met als held Pim Pandoer. Tussen 1953 en 1985 verschenen achttien titels in vele drukken over deze jeugdige detective.  
Na de Tweede Wereldoorlog, in 1948, werd het besluit genomen ook uit te gaan geven voor het voortgezet onderwijs. In 1964 werd Malmberg onderdeel van uitgeverij VNU. Als onderdeel van VNU werd het bedrijf markt- en klantgerichter. Tussen 1986 en 1992 ging het aantal uitgaven omhoog van 69 naar 419.
Bijna 10 jaar later werd Malmberg weer een zelfstandig bedrijf. In 2004 werd Malmberg ondergebracht bij Sanoma. Najaar 2009 is het Malmberg-onderdeel dat de tijdschriften Bobo, Okki, Taptoe en National Geographic Junior uitgeeft overgegaan naar een nieuwe uitgeverij. Na een managementbuy-out werd dit onderdeel  ondergebracht bij Blink Uitgevers in 's-Hertogenbosch. Malmberg is anno 2010 een van de grotere uitgeverijen in de educatieve sector met meer dan 3000 titels. In 2012 nam ze het bedrijf Bureau ICE uit Culemborg over, dit is een specialist op het gebied van toetsing en examenvoorbereiding.
In 2014 kwam er op sociale media en andere media kritiek op Malmberg wegens de suggestieve vragen die in het Maatschappijleer-boek Blikopener stonden.
In december 2018 werd de overname van educatieve dienstverlener Iddink Group bekendgemaakt. Iddink is actief in Nederland, België en Spanje. Naast leermiddelen heeft Iddink ook twee leerlingadministratiesystemen Magister en Eduarte. Bij Iddink werken zo'n 300 mensen en behaalde een omzet van € 142 miljoen in 2018. Op 28 augustus 2019 keurde de Autoriteit Consument & Markt (ACM) de overname goed en kon de transactie worden afgerond. Een paar maanden later werd educatieve uitgeverij Essener overgenomen. Essener is eveneens een specialist in lesmethoden voor het vak Maatschappijleer binnen het Vmbo, Havo en het Vwo. 